# سیمون پییر چونگی
سیمون پییر چونگی (انگلیسی: Simon Pierre Tchoungui; ۲۸ اکتبر ۱۹۱۶ – ۲۳ ژوئیه ۱۹۹۷) سیاستمدار، و پزشک اهل کامرون بود. وی از ۲۰ نوامبر ۱۹۶۵ تا ۲ ژوئن ۱۹۷۲ نخست‌وزیر این کشور بود.
سیمون پییر چونگی در ۲۳ ژوئیه ۱۹۹۷، در سن ۸۰ سالگی درگذشت.